# Ectrosia
Ectrosia R.Br. é um género botânico pertencente à família Poaceae, subfamília Chloridoideae, tribo Eragrostideae.
Suas espécies ocorrem na Australásia, Pacífico e regiões tropicais da Ásia.

## Espécies
- Ectrosia agrostoides Benth.
- Ectrosia anomala C.E. Hubb.
- Ectrosia appressa S.T. Blake
- Ectrosia blakei C.E. Hubb.
- Ectrosia confusa C.E. Hubb.
- Ectrosia danesii Domin
- Ectrosia eragrostoides Domin
- Ectrosia gulliveri F. Muell.
- Ectrosia lasioclada (Merr.) S.T. Blake
- Ectrosia laxa S.T. Blake
- Ectrosia leporina R. Br.
- Ectrosia scabridaC.E. Hubb.
- Ectrosia schultzii Benth.
- Ectrosia spadicea R. Br.
- Ectrosia squarrulosa Domin
- Ectrosia subtriflora Ohwi